# جايسون بيري (لاعب كرة قدم أمريكية)
جايسون بيري (بالإنجليزية: Jason Perry)‏ هو لاعب كرة قدم أمريكية أمريكي، ولد في 1 أغسطس 1976 في باسيك (نيوجيرسي) في الولايات المتحدة.

## وصلات خارجية
- جايسون بيري على موقع الاتحاد الدولي لألعاب القوى (الإنجليزية)
- جايسون بيري على موقع مرجع كرة القدم المحترفة.كوم (الإنجليزية)